# (5673) McAllister
(5673) McAllister (1986 RT2) est un astéroïde de la ceinture principale, découvert le 6 septembre 1986 par l'astronome américain Edward L. G. Bowell à l'Observatoire Lowell.